# Cruz de Caña (San Javier)
Cruz Caña es una localidad argentina ubicada en el municipio de La Paz, Departamento San Javier, Provincia de Córdoba. Se encuentra 5 km al Norte de Merlo. Es una villa turística ubicada sobre los faldeos occidentales de las sierras de Córdoba. Dentro del circuito turístico se destacan sus artesanos en madera.

## Población
Cuenta con 130 habitantes (Indec, 2010), lo que representa un incremento del 21% frente a los 107 habitantes (Indec, 2001) del censo anterior.
| Gráfica de evolución demográfica de Cruz de Caña entre 1991 y 2010 |
|                                                                    |
| Fuente: Censos nacionales del INDEC                                |